# Kurhan, Odesa
Kurhan (în ucraineană Курган) este un sat în comuna Vîhoda din raionul Odesa, regiunea Odesa, Ucraina.

## Demografie
Componența lingvistică a localității Kurhan
     Ucraineană (83,78%)
     Rusă (6,78%)
     Română (6,49%)
Conform recensământului din 2001, majoritatea populației localității Kurhan era vorbitoare de ucraineană (83,78%), existând în minoritate și vorbitori de rusă (6,78%), română (6,49%) și armeană (1,47%).